# 2. Fallschirmjäger-Division

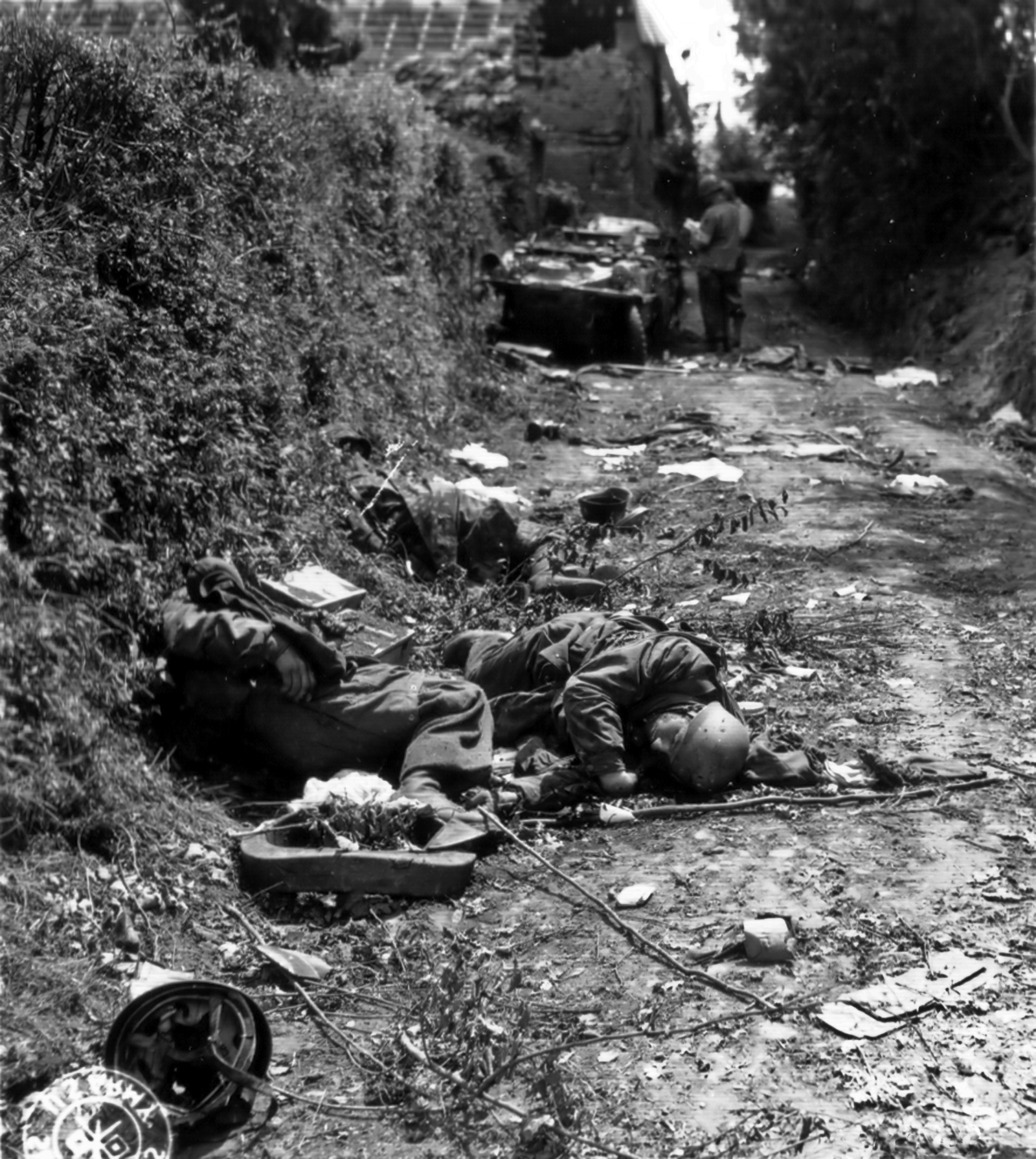
Paraquedistas alemães da 2ª Divisão mortos em Carentan.

2. Fallschirmjäger-Division foi uma unidade de paraquedistas da Luftwaffe que prestou serviço durante a Segunda Guerra Mundial.

## Comandantes
- Hermann-Bernhard Ramcke, 13 de Fevereiro de 1943 - 8 de Setembro de 1943[2]
- Meder-Eggebert, 8 de Setembro de 1943 - 9 de Setembro de 1943[2]
- Walter Barenthin, 13 de Setembro de 1943 - 14 de Novembro de 1943[2]
- Gustav Wilke, 14 de Novembro de 1943 - 17 de Março de 1944[2]
- Hans Kroh, 17 de Março de 1944 - 1 de Junho de 1944[2]
- Hermann-Bernhard Ramcke, 1 de Junho de 1944 - 11 de Agosto de 1944[2]
- Hans Kroh, 11 de Agosto de 1944 - 18 de Setembro de 1944[2]
- Walter Lackner, 15 de Novembro de 1944 - Abril de 45[2]